# 平壤館

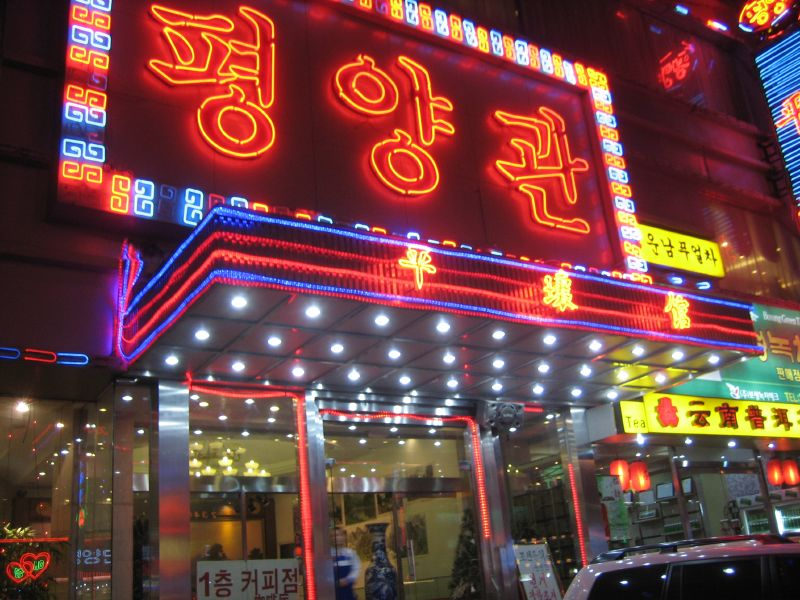
中国沈阳西塔街的平壤馆

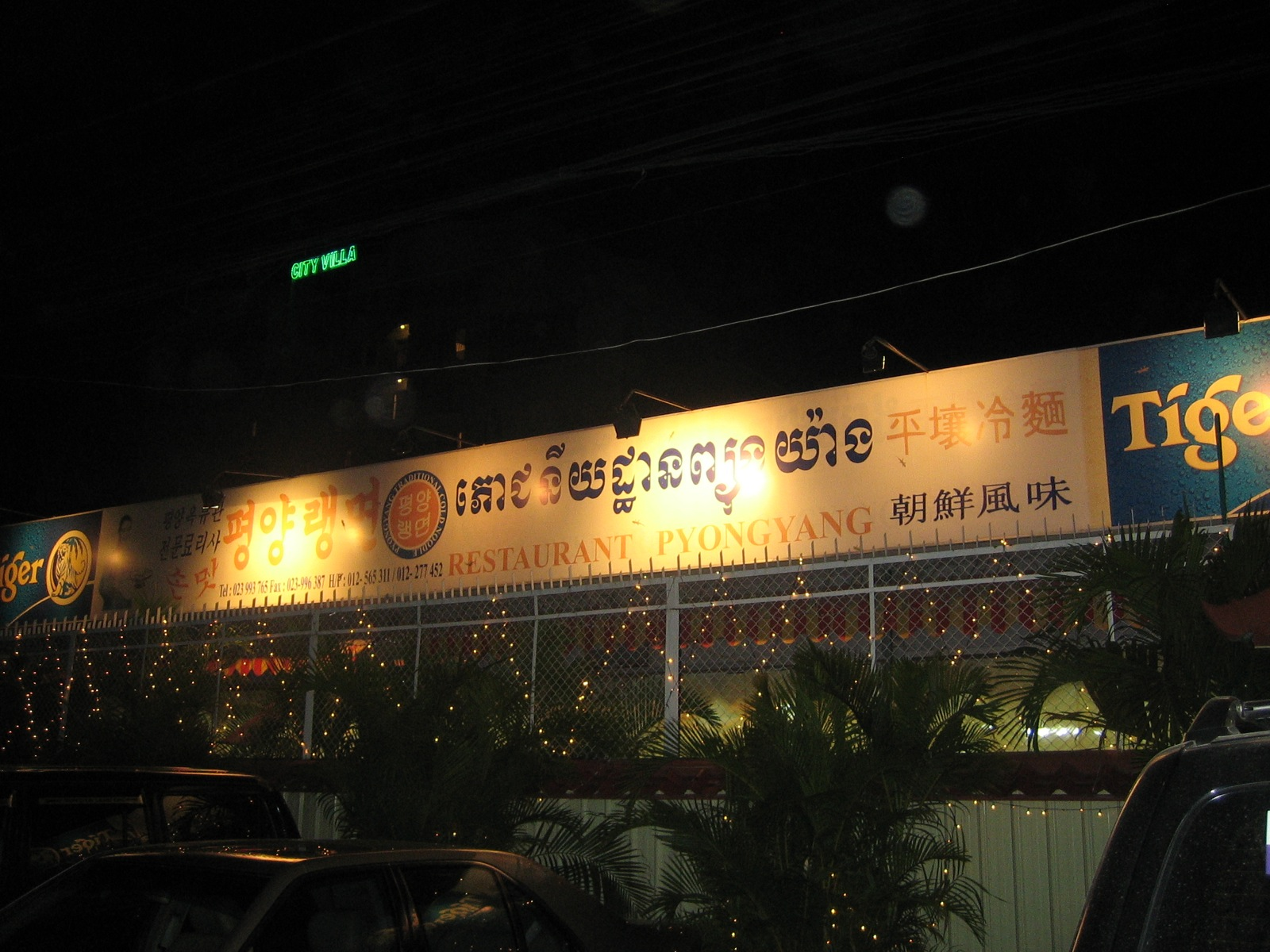
位於柬埔寨金邊的平壤餐館

平壤館（朝鲜语：／ P'yŏngyanggwan），是朝鲜民主主义人民共和国政府經營的連鎖餐廳系統，最初開設於中國大陸邊境地區，隨後在2000年代，平壤餐廳進一步擴展。隨後還到東南亞的各大城市，當中包括曼谷、雅加達、金邊、暹粒市和万象。俄羅斯也有幾家分店。

## 服務範圍與運作模式
平壤馆系統是提供如泡菜、朝鮮冷麵、燒墨魚和狗肉等北方朝鮮菜式的連鎖產業。為賺取豐厚的外匯，該餐廳的收費甚為高昂，而且是以美元或人民幣作結算。雖說該餐廳鮮有對客人進行政治宣傳，一般情况下，顾客不许与服务生合影拍照，一般不會回應私人與其他問題，店面與菜單也不能拍照，甚至還挑客或不給予服務，若不服從指令，可能會被店家驅逐，寧可不再做其生意等，經營方式相當特殊。有时服务生对待顾客的态度不佳，尤其是針對韓國人。饭菜的量相比普通餐厅较少，并且饭店偶尔也会提供非朝鲜口味的異地饭菜。
2012年2月，北韓還在荷蘭奥斯道尔普開設分店，這是首間進駐西方的平壤餐廳。相對其它位於東南亞和中國的分店，荷蘭的餐廳並未有提供如狗肉和人蔘酒，也不容許客人拍照。然而，在同年9月，這家餐廳因北韓員工與當地的合伙人不合而關閉。

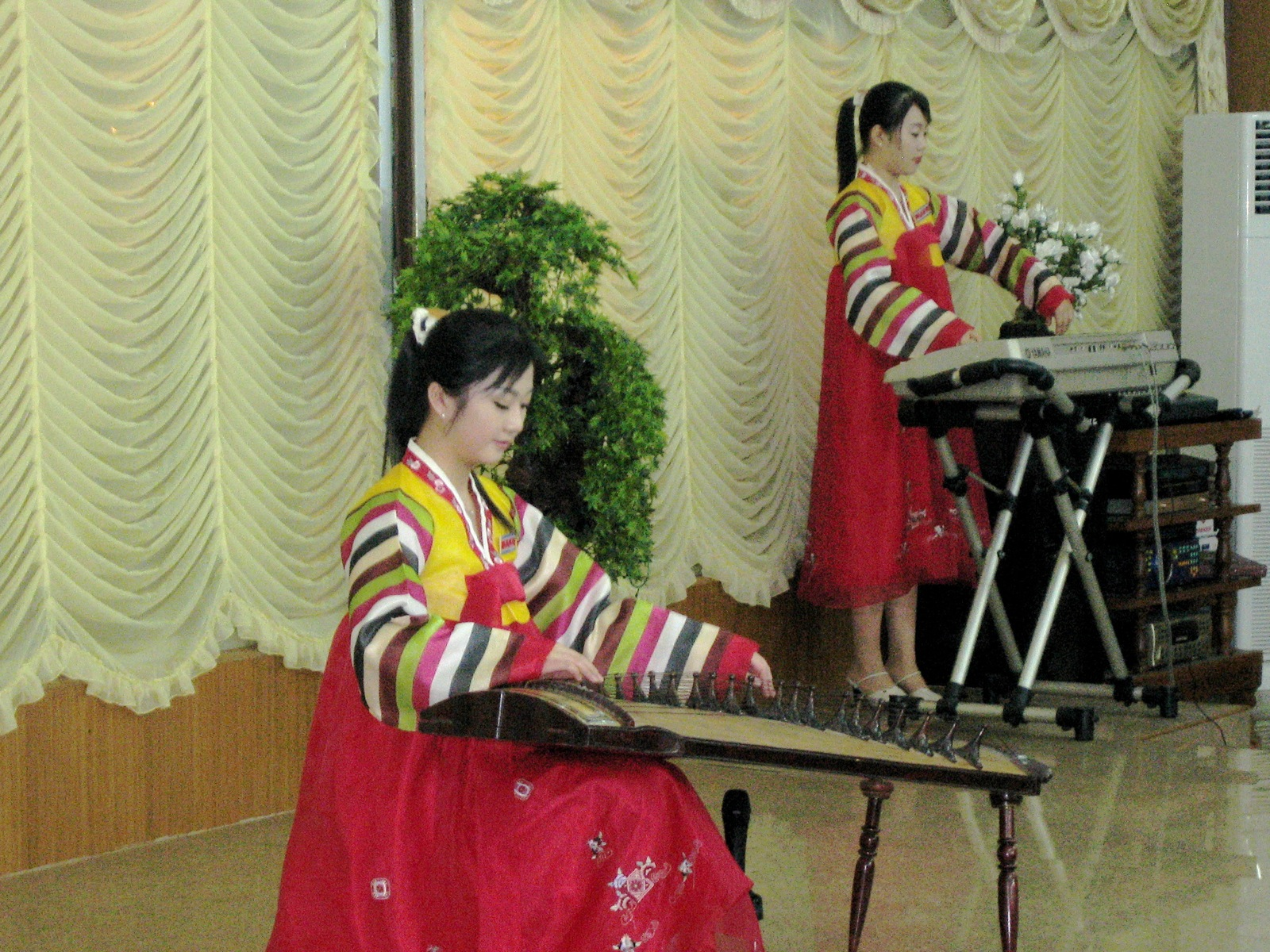
朝鮮服務生在金邊平壤餐廳表演。

網上雜誌Slate報導稱，平壤餐廳是由北韓的創匯機關39號室所主持直營，目的是為北韓領導人賺取更多的收入 。不過，脫北者則表示各家分店其實還有由不同的中間人自己出來經營的，而獲得特許產業的他們需每年上繳1萬至3萬美元給北韓政府 。蘋果日報稱，北韓用開餐廳等軟性方式規避制裁，其外匯收入豐厚，全部加起來一年可能賺得約數千萬美金。據美國之音報導，這些直營餐廳已合作成為當地著名的旅遊景點，而在東南亞，被認為與當局存在曖昧不明的關聯性，北韓駐外官員們也常來消費，品嘗國家級大廚的各式料理。
至於在餐廳中工作的服務生，大多是二十幾歲出頭的年輕女孩，學歷優秀，並能歌善舞。《每日北韓》也指只要有員工試圖逃脫的話，整個分店就會遭到關閉，而且所有的員工也會被召回北韓。另外據了解，她們本身就是相對上層階級的家庭出身，甚至是藉此掩護擔任其他特務工作，在出國後，她們則需居住於餐廳指定宿舍內，並會受到國安人員的監視，服務生也是有放假的，但一樣需集體出遊。因此綜合起來看，這些人都比較不可能違反規定。並在出國前需考核其忠誠度與能力，才有出境機會。
該連鎖餐廳還有銀畔館和牡丹峰等等名字。高麗、妙香山、柳京、海棠花的字樣也經常出現在飯館名字中，光是在中國就有近百家之多，另外因朝鮮私營經濟稍有鬆綁，有段時期員工自己的收入與在朝鮮國內工作其實差不多，以至於一度造成叛逃事件。

## 叛逃事件
2016年4月7日，13名在中国宁波的平壤餐厅工作的朝鲜员工叛逃至韩国，包括一名大堂经理和12名服务员。这些员工假扮成游客，通过中国东方航空的航班从宁波飞往泰国曼谷，后在韩国方面的帮助下，经老挝乘航班抵达仁川国际机场。韩国统一部表示，这些工作人员在中国生活期间，通过电视及互联网了解到朝鲜和韩国的真实情况，遂不再相信朝鲜当局的宣传，加之联合国对朝鲜的制裁致使餐厅难以满足朝鲜要求的外汇指标，遂下定决心叛逃。
4月11日，中华人民共和国外交部表示，从中国离境的餐厅叛逃人员是持有效护照“合法出境”。
4月12日，朝鲜外宣网站“我们民族之间”发表文章，将叛逃的餐厅员工称之为“人渣”、“21世纪的犹大”等。

## 資料來源
1. 1 2 3 4 5 6  Strangio, Sebastian. . Slate. 22 March 2010. （原始内容存档于2011-09-21）.
2. ↑  .   [2023-09-27]. （原始内容存档于2023-09-27）.
3. 1 2  宁波脱北朝鲜餐厅：女服务员颜值高 帮客人披外套[永久]，搜狐.
4. ↑  .   [2023-09-26]. （原始内容存档于2023-09-26）.
5. ↑  辽宁朝鲜餐厅韩国顾客锐减 朝鲜创汇或受打击 （页面存档备份，存于），韩联社.
6. ↑  . AT5 Nieuws.   [September 6, 2012]. （原始内容存档于2014-01-04）.
7. ↑  .   [2023-09-26]. （原始内容存档于2023-09-26）.
8. ↑  . Voice of America, Khmer-English. （原始内容存档于2011-12-07）.
9. ↑  .   [2023-09-26]. （原始内容存档于2023-02-25）.
10. ↑  Kim, Yong Hun. . Daily NK. 15 December 2006. （原始内容存档于2013-11-27）.
11. ↑  .   [2023-09-26]. （原始内容存档于2023-09-26）.
12. ↑  .   [2023-09-26]. （原始内容存档于2023-03-28）.
13. ↑  .   [2023-09-26]. （原始内容存档于2023-09-26）.
14. ↑  消息：集体脱北的朝驻外餐厅员工从宁波经泰国老挝抵韩 （页面存档备份，存于），韩联社.
15. ↑  投奔韩国的北韩餐厅服务员均是从中国逃出经由东南亚进入韩国 （页面存档备份，存于），KBS中文网.
16. ↑  中国对朝政策又出现一重大变化：北京回应脱北者传言 （页面存档备份，存于），新浪.
17. ↑  韩媒称朝鲜在华人员做出一事让中朝关系雪上加霜 （页面存档备份，存于），新浪.